# Клоаштерф
Клоаштерф (рум. Cloașterf) — село у повіті Муреш в Румунії. Входить до складу комуни Саскіз.
Село розташоване на відстані 208 км на північний захід від Бухареста, 55 км на південний схід від Тиргу-Муреша, 127 км на південний схід від Клуж-Напоки, 72 км на північний захід від Брашова.

## Населення
За даними перепису населення 2002 року у селі проживали 197 осіб. Рідною мовою 192 особи (97,5%) назвали румунську.
Національний склад населення села:
| Національність | Кількість осіб | Відсоток |
| -------------- | -------------- | -------- |
| румуни         | 170            | 86,3%    |
| цигани         | 22             | 11,2%    |